# Pisos de Can Verdaguer (Anglés)
Los pisos de Can Verdaguer son un edificio en el municipio de Anglés (provincia de Gerona, Cataluña, España) catalogado en el Inventario del Patrimonio Arquitectónico de Cataluña.

## Descripción
Se trata de un edificio que consta de planta baja y dos pisos y que hace esquina comunicando inmediatamente con la calle de Avall.  Sería en este lugar, al final de la calle de Avall, conocido como "la subida de Grau", donde probablemente se situaría el portal de Santa Magdalena, es decir el segundo portal que permitiría acceder al castillo.
La fachada principal, que da a la calle mayor, está estructurada en tres partes. Sin embargo, en los tres sectores se ha reproducido el mismo efecto, es decir un falso aparato acolchado imitando los sillares de piedra regulares.
En la planta baja encontramos dos aberturas, de las que destaca el portal de acceso rectangular. Cubierto por una estructura de enrejado en la parte superior, en la que se perfilan unas iniciales -FP- y la fecha de 1882.
El primer y segundo piso, separados por una franja o faja moldurada que marca la división entre ambos, han sido resueltos en base al mismo planteamiento formal, consistente en dos aberturas rectangulares para piso, enmarcadas en piedra y proyectadas como balcones con una barandilla de hierro forjado.
Ahora bien, difieren en varios elementos y aspectos: por un lado, las aberturas del primer piso son sensiblemente mayores - que las del segundo y están coronadas por dos ménsulas que sustentan los dos grandes balcones del piso superior. En medio de estas ménsulas han reproducido unos relieves de yeso o terracota donde aparecen motivos vegetales envolviendo bustos humanos (a la derecha un chico y a la izquierda una chica la cual queda denotada por la larga cabellera). Mientras que por la otra, las barandillas de hierro forjado del primer piso han estado mejor conseguidas y trabajadas en comparación con las del piso superior, que son más sencillas y austeras. Los cantos redondos y los motivos esbeltos y graciosos y las formas bien perfiladas así lo acreditan.
Finalmente el edificio está coronado por una cornisa, la cual abarca un friso corrido, pero solo en la fachada que da a la calle Mayor mientras que en la parte de la esquina se corta. Un friso de otra parte, que aglutina toda una serie de motivos circulares en bajo relieve. Por encima encontramos una balaustrada, en los extremos de la cual se han ubicado unos motivos en forma de jarras decorativas.

## Historia
Este inmueble es realmente importante no tanto por sus propiedades arquitectónicas, de las que cabe destacar los balcones y las decoraciones de hierro forjado, sino sobre todo por su historia.
En esta residencia pasó su infancia Remedios Varo, que posteriormente acabará convirtiéndose en una gran pintora surrealista. A pesar de no disfrutar de la gran difusión de artistas como Salvador Dalí, muchos expertos en arte contemporáneo, después de analizar profundamente su obra, han llegado a la conclusión de que su arte es de una notable calidad e interés. El artista pasó su infancia en la villa ya que su padre, Rodrigo de Varo, era un importante ingeniero que trabajó en la villa de Anglés. Remedios Varo dejó plasmada en su pintura algunos de los lugares más representativos de la villa de Anglés, como algunos puntos de la fábrica Burés.
En la actualidad el gobierno español se encuentra en disputas y litigios judiciales con su homónimo mexicano, lugar donde emigró durante la Guerra Civil Española, por la custodia y tutela de su obra.